# Eriksfjord
Eriksfjord var nordboernes navn på den fjord, der i dag på grønlandsk kaldes Tunulliarfik. Det var formentlig Erik den Røde, der gav fjorden navn. Den er i hvert fald opkaldt efter ham.
Fjorden går fra Narsaq i sydøst til forbi Narsarsuaq i nordvest. Nord for fjorden ligger Erik den Rødes Land (grønlandsk: Erik Aaapalaartup Nuuna). Syd for fjorden ligger Qaqortoq-halvøen. Fjorden er omkring på 300 meter dyb i den sydligste del. Langs fjorden rejser flere markante bjerge sig, flere med højder over 1.000 m. Højest er det 1662 m høje Illerfissalik (nordboernes Burfjeld) der ligger hvor sidefjorden Qooqqut støder til Erik den Rødes Fjord.
Fjorden var en af nordboernes tættest beboede områder, og også blandt de første fjorde der blev beboet ved landnamet i 985. Bl.a. lå Erik den Rødes Brattahlid langs fjorden.